# درگه (ملکشاهی)
درگه (ملکشاهی)، روستایی از توابع بخش مرکزی شهرستان ملکشاهی در استان ایلام ایران است.

## جمعیت
این روستا در دهستان چمزی قرار دارد و براساس سرشماری مرکز آمار ایران در سال ۱۳۸۵، جمعیت آن ۴۷ نفر (۹خانوار) بوده‌است.